# 毛车藤属
毛车藤属（学名：Amalocalyx）是夹竹桃科下的一个属，为藤本植物。该属共有2种，分布于中南半岛。

## 物种
本属包括以下物种：
- 毛车藤 Amalocalyx microlobus Pierre ex Spire
- 毛车藤 Amalocalyx yunnanensis Tsiang ≡ Amalocalyx microlobus Pierre